# Ведьмочки
«Ведьмочки» (кор. 뜨거운 것이 좋아 Ттыгоун коси чоа, англ. Hellcats) — южнокорейская романтическая комедия 2008 года режиссёра Квон Чхиль Ина.

## Сюжет
Фильм рассказывает о трёх женщинах, живущих в одной квартире. Это А Ми, её старшая сестра Ён Ми и племянница Ган Э. У всех из них любовные проблемы и весьма непростой темперамент.
А Ми подрабатывала сценаристкой, но в последнее время у неё сплошные сложности. Они живёт в квартире старшей сестры, потому что денег совсем нет. Её парень, Вон Сок, гитарист в неизвестной рок-группе, не желает звать её замуж тоже из-за финансовых проблем. Ён Ми, которая работает художником-постановщиком, на недостаток средств не жалуется. Но у неё начинает роман с молодым танцовщиком, и в придачу к этому наступает менопауза. Ган Э учится в школе. Она очень застенчива и у неё до сих пор нет друга. Её лучшая подруга пытается познакомить её с парнем и обучить тонкостям флирта.
А Ми знакомится с обеспеченным молодым человеком. Казалось бы, всё идёт хорошо. Её зовут замуж и появляется возможность улететь в Америку. Однако она чувствует, что по-прежнему любит бедного рок-гитариста. Ён Ми никак не может поверить, что её действительно любят. Она считает, что её молодой любовник лишь забавляется с ней. Ган Э вдруг понимает, что её лучшая подруга значит для неё больше, чем все парни мира.
Всем трём женщинам предстоят ссоры и драматические признания в поисках своей настоящей любви.

## Актёрский состав
| В ролях    |  | Персонаж  |
| ---------- |  | --------- |
| Ли Ми Сук  |  | Ким Ён Ми |
| Ким Мин Хи |  | Ким А Ми  |
| Ан Со Хи   |  | Ким Ган Э |

## Награды
Фильм получил следующие награды:
| Награды              | Награды | Награды        | Награды        | Награды    |
| -------------------- | ------- | -------------- | -------------- | ---------- |
| Фестиваль / Премия   | Год     | Награда        | Категория      | Победитель |
| PaekSang Arts Awards | 2008    | Baek Sang Film | Лучшая актриса | Ким Мин Хи |